# مجموعه تهی
مجموعهٔ تهی (به انگلیسی: Empty set) 

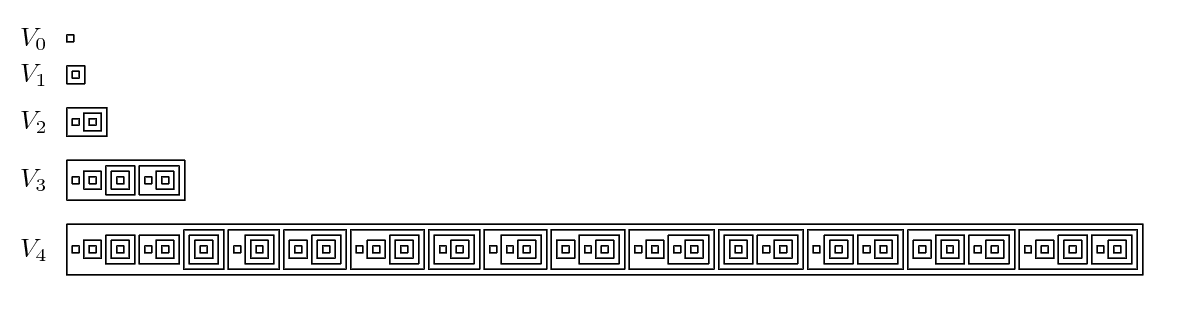
تصویری از پنج جهان اول فون نویمان، تا V_4 V_0.

مجموعه‌ایست، که هیچ عضوی ندارد و معمولاً با علامت‌های {\displaystyle \varnothing } یا {\displaystyle \lbrace \rbrace } نشان داده می‌شود.
به‌صورت دقیق‌تر می‌توان نوشت:
{\displaystyle M=\varnothing \Leftrightarrow \forall x:x\not \in M}

## خواص
- به ازای هر مجموعهٔ {\displaystyle A}، تهی زیرمجموعه‌ای از {\displaystyle A} است:

∀A: ∅ ⊆ A
- به ازای هر مجموعهٔ {\displaystyle A}، اجتماع تهی و {\displaystyle A} برابر {\displaystyle A} است:

∀A: A ∪ ∅ = A
- به ازای هر مجموعهٔ {\displaystyle A}، اشتراک تهی و {\displaystyle A} برابر تهی است:

∀A: A ∩ ∅ = ∅
- به ازای هر مجموعهٔ {\displaystyle A}، حاصل‌ضرب دکارتی تهی و {\displaystyle A} برابر تهی است:

∀A: A × ∅ = ∅
- تنها زیرمجموعهٔ مجموعهٔ تهی، خودش است:

∀A: A ⊆ ∅ ⇒ A = ∅
- تعداد اعضای مجموعهٔ تهی صفر است و به عبارتی متناهی است:

|∅| = 0
- مجموعه توانی مجموعهٔ تهی، مجموعه‌ای است که فقط شامل تهی می‌باشد:

{\displaystyle 2^{\phi }=\{\phi \}}

## مجموعۀ ناتهی
مجموعهٔ ناتهی (به انگلیسی: Nonempty set) مجموعه‌ای است که دست‌کم یک عضو داشته باشد. به عنوان مثال «مجموعهٔ انسان‌های با قد بالای ۲۸۰ سانتی‌متر» یک مجموعهٔ تهی و «مجموعهٔ انسان‌های با وزن کمتر از ۱۰۰ کیلوگرم» یک مجموعهٔ ناتهی است.